# Räumliche Mobilitätstheorien
Räumliche Mobilitätstheorien sind ein Bestandteil der Wirtschaftsgeographie. Sie untersuchen die Bewegung und Multilokalität von Menschen, insbesondere als Arbeitskräfte bzw. Pendler, deren Wissen und Informationen, sowie den Austausch von Gütern, Waren und Kapital zwischen eingegrenzten Regionen. Dabei suchen sie die Gründe für die Mobilität und die Art, in der die Bewegung erfolgt (z. B. Ausbaugrad der Infrastruktur). 
Zur Erklärung werden einige Ansätze aus der Volkswirtschaftslehre aufgenommen. Die Volkswirtschaftslehre erklärt über den Ansatz der komparativen Kostenvorteile warum Waren-, Güter- und Informationsaustausch, also Handel, stattfindet. Im Bereich der Anthropogeographie besteht eine enge Verflechtung mit den Standorttheorien, etwa der Standortstrukturtheorie vom System der Zentralen Orte.
Von besonderem Interesse ist der Austausch von Wissen, da dieses im Gegensatz zu Arbeitskraft, Gütern und Geldkapital beliebig oft und örtlich unbegrenzt genutzt werden kann. Der Produktionsfaktor Boden kann auf Grund seiner physikalischen Eigenschaft (Immobilität) nicht betrachtet werden.